# Mohamed Ben Youssef
Pour les articles homonymes, voir Youssef.
Mohamed Ben Youssef, de son nom complet Mohamed Ben Youssef Ben Brahim El Turki, né en 1848 et décédé en 1939, est un religieux et ouléma hanafite tunisien.

## Biographie
Né dans une famille d'origine turque, son grand-père a servi dans les rangs de la milice ottomane de Tunis. Il poursuit ses études à la Zitouna. En 1882, il devient professeur (mudarris) de deuxième classe puis de première classe en 1894.
Il intègre l'administration des habous en 1885 : il prend les fonctions d'inspecteur en 1894, de secrétaire en 1896 et de membre de son conseil administratif en 1901. En 1913, il est désigné mufti hanafite de Tunis puis, en 1932, imam de la mosquée Hammouda-Pacha. Après la révocation d'Ahmed Bayram, il exerce la fonction de Cheikh El Islam du pays de 1932 à sa mort. Mohamed Taieb Bayram lui succède à ce poste.